# ピュー文字
ピュー文字（ピューもじ）は、ピュー語の表記に用いられたブラーフミー系文字。左から右へ書かれるアブギダである。

## 概要
ピュー文字は5世紀からミャンマー北部で発達した。
ピュー文字の刻文は、ピューの遺跡であるタイェーキッタヤー（シュリークシェートラ）、ハリンジー、マインモー、チャイカター附近などから発見されている。文字は南インドのカダンバ文字（カダンバ朝時代の古いカンナダ文字）に似ている。一部は縁起法頌などが書かれていることは判明しているが、ピュー語自体について不明な点が多いため、大部分は解読されていない。
ピューは9世紀には衰退したが、12世紀はじめのミャゼディ碑文はパーリ語、ビルマ語、モン語とともにピュー語で記されており、衰退後もピュー語が重要な言語であったことがわかる。1911年にこの碑文をもとにピュー語の最初の解読が行われた。

## Unicode
ピュー文字はUnicodeには含まれていないが、追加多言語面に追加する予定がある。